# Psalter van Blanche van Castilië

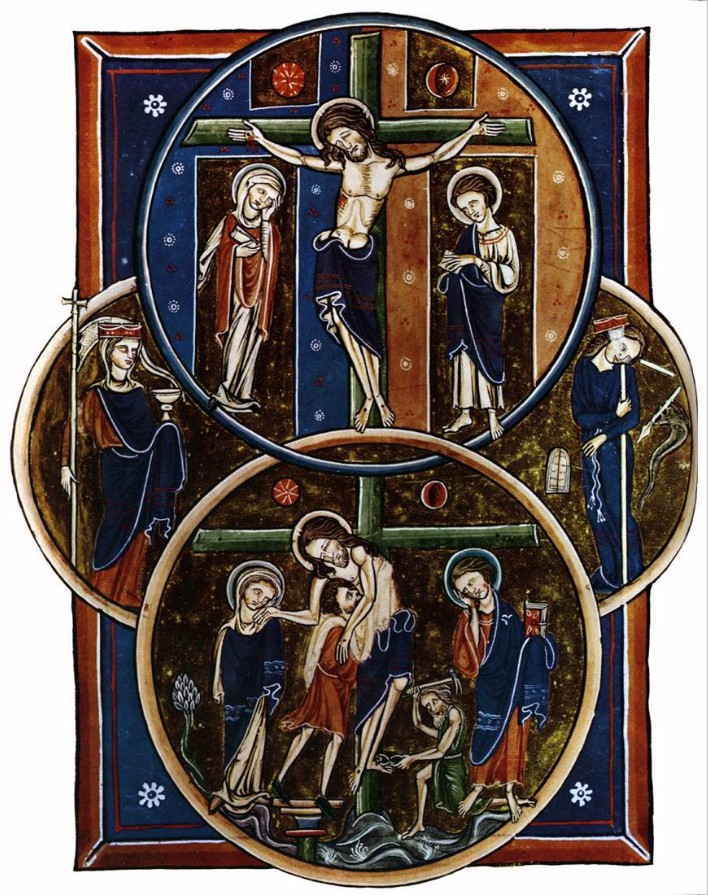
Psalter van Blanche van Castilië

Het Psalter van Blanche van Castilië is een verlucht psalter gemaakt tussen  1225 en 1235 voor gebruik van de  Sainte-Chapelle in Parijs. Het handschrift wordt vandaag bewaard in de Bibliothèque de l'Arsenal met als signatuur Ms. 1186.

## Beschrijving
Het psalter omvat 192 perkamenten folia van 280 x 200 mm. Het handschrift is geschreven in het Latijn in een vroeg gotisch schrift. Het grootste gedeelte van de tekst (ff. 31-185) is geschreven in één kolom. De folia 186-190 met de litanie van alle heiligen zijn geschreven in twee kolommen. Tussen de tabel voor het bepalen van de paasdatum en het begin van de gebeden, bevinden zich 21 bladgrote miniaturen. Tussen de psalmen en de kantieken zijn er 4 miniaturen op de folia 168r tot 171v en bij het begin van de psalmen vindt men de Beatus vir miniatuur. Een eerste paginagrote miniatuur bevindt zich vooraan in het boek. De verso zijden van alle volbladminiaturen zijn blanco gelaten. De verluchting zou het werk zijn van een anonieme meester gekend als de Meester van Blanche van Castilië, en zijn atelier. Blanche bestelde bij dit atelier ook andere werken.
Het manuscript is ingebonden tussen houten platten die overtrokken zijn met bruin kalfsleer dat koud gestempeld is met romaanse stempels uit die tijd. De band is waarschijnlijk nog oorspronkelijk. Er zijn sporen van twee sluitingen achtergebleven. Omstreeks 1377 werd het handschrift voorzien van een overtrek in blauw satijn waarop gouden lelies zijn geborduurd.

## Geschiedenis
Men kan niet met zekerheid zeggen dat het manuscript gemaakt werd voor Blanche van Castilië, maar dankzij een gebed op f190r (me miserrimam peccatricem) weten we wel dat het gemaakt werd voor een vrouw. Kunsthistorici nemen aan dat de opdrachtgeefster Blanche van Castilië was, ze baseren zich hierbij onder meer op de inscriptie op f191r en het feit dat het gemaakt werd door een Parijs atelier waar ze verscheidene boeken liet maken.
Het handschrift duikt voor het eerst op in een inventaris van de Sainte-Chapelle van 1335 en in 1377 liet Karel V de blauw satijnen omslag maken om de codex te beschermen. Het boek blijft in de Sainte-Chapelle tot aan de Franse Revolutie. In 1791 wordt het geconfisqueerd en in 1798 toegewezen aan de Bibliothèque de l'Arsenal.

## Inhoud

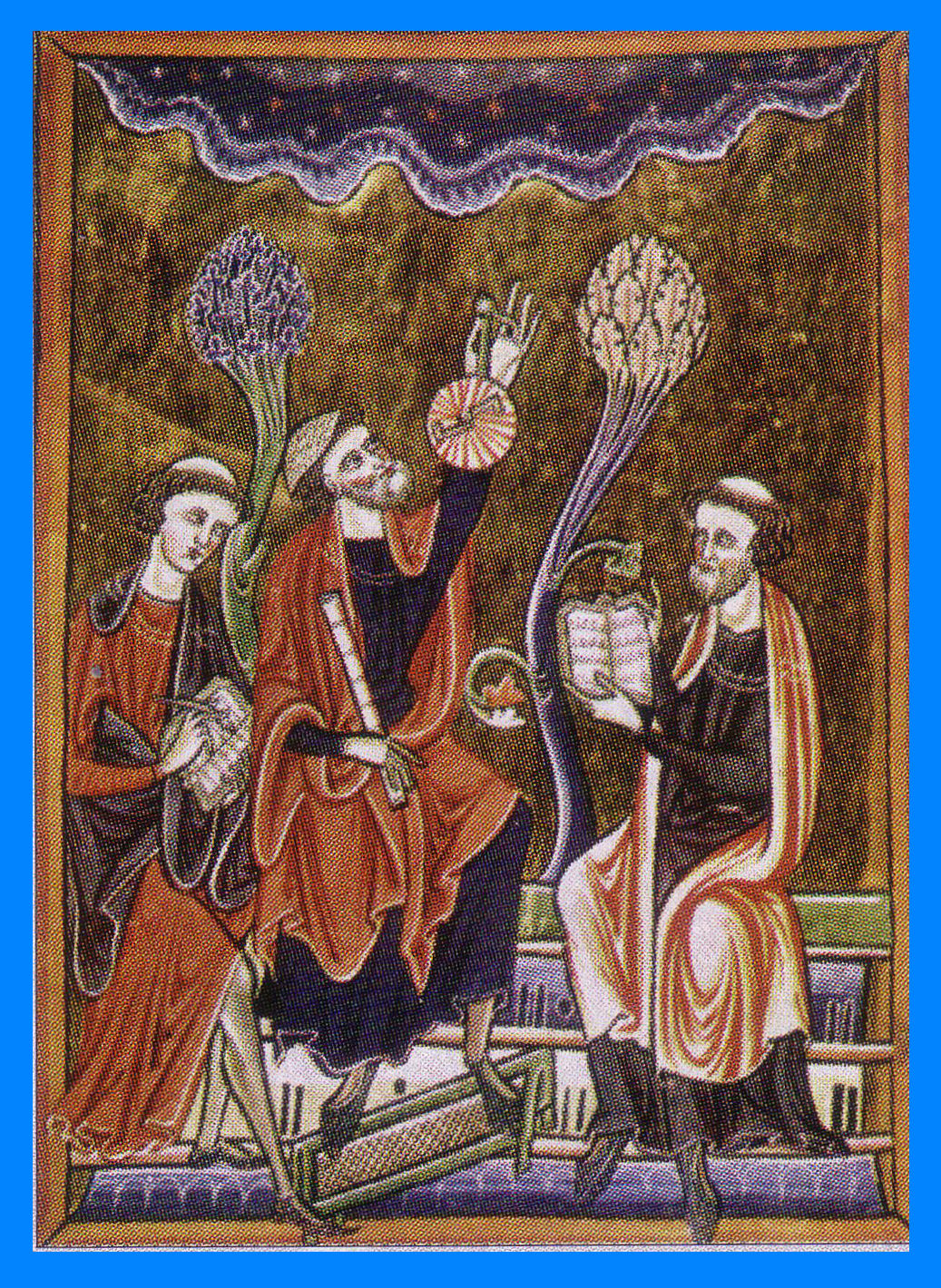
Beginminiatuur van het handschrift

Het handschrift bevat de volgende onderdelen:
- f. 1v: Volbladminiatuur
- ff. 2r-7v: Kalender
- f. 8r: Tabula Paschalis: tabel met de paasdata voor de jaren 1116-1647.
- f. 30v: Volbladminiatuur Beatus vir, begin van psalm 1
- ff. 31r-171v: Psalmen
- ff. 172r-182r: Kantieken
- ff. 182v-185v: Het Gloria, het Pater Noster en het symbolium van de apostelen
- ff. 186r-f190v: Litanie van alle heiligen
- f.191r: Notitie geschreven in de tijd van Karel V: "C'est le psaultier monseigneur saint Loys,... lequel fu à sa mère". (Dit is het psalter van Lodewijk de heilige, ... die van zijn moeder was)

## Beschrijving
De allereerste miniatuur op folium 1 verso (f1v) is moeilijk te duiden. Ze toont drie personages. Een van hen is aan het schrijven, een andere houdt een boek in de handen terwijl de derde een astrolabium in de linkerhand houdt en in de rechter een rol perkament. Deze miniatuur gaat de kalender vooraf.

### Kalender
De kalender bestaat uit twaalf pagina's, één per maand. Elke bladzijde bevat een omkaderde tabel van vijf kolommen. In de rechterrand van het kader zijn telkens twee medaillons voorzien. De bovenste toont de werken van de maand, de onderste het teken van de dierenriem.
Bovenaan de bladzijde worden de naam van de maand, het aantal dagen en het aantal dagen in de lunaire maand gegeven. Er staat ook voor elke maand een kort vers uit een gedicht van Beda Venerabilis uit het begin van de 8e eeuw. Deze versjes laten toe de “slechte” dagen of dies aegyptiacae van de maand af te leiden. De eerst genoemde dag in het vers telt men vanaf het begin van de maand, de tweede vanaf het einde van de maand. Elke pagina heeft verder zes kolommen met de numerus aureus (1), de zondagsletter (2), het nummer (3) en type (4) van de dag uitgedrukt volgens het Romeinse systeem met kalenden, nonen en iden. De vijfde kolom bevat de heilige die op die dag herdacht wordt of het vaste feest dat die dag gevierd wordt. De zesde kolom werd gebruikt om de stand van de zon in de tekens van de dierenriem aan te geven.
De tabel met paasdata geeft de paasdatum voor de jaren 1116-1647.

### Beeldencyclus

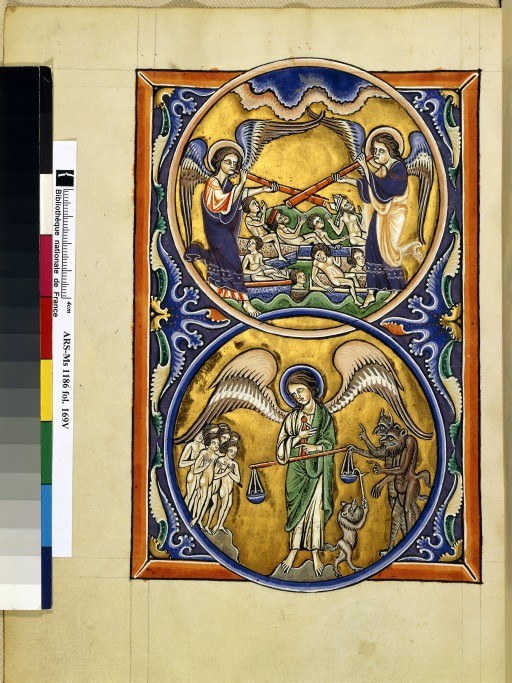
f169v

Zoals in een aantal vroege psalters worden ook hier de eigenlijke psalmen voorafgegaan door een cyclus met afbeeldingen uit het leven van Christus en enkele afbeeldingen uit het Oude Testament. Dergelijke cycli zijn ook terug te vinden in onder meer het Albanus Psalter, het Ingeborgpsalter, het Queen Mary Psalter en het Tiberius Psalter.
Na de kalender en de tabel voor de berekening van de paasdatum vindt men de volgende miniaturen:
- f9v. De val van de opstandige engelen
- f10r. De schepping van Eva
- f11v. De zondeval (Genesis 3:1-6)
- f12r. De uitdrijving uit het aardse paradijs (Genesis 3:21-24) en Adam en Eva die aan het spitten en het spinnen zijn
- f13v. De ark van Noë (Genesis 6-9) en het offer van Abraham (Genesis 22:1-19)
- f14r. God geeft de stenen tafelen aan Mozes (Exodus 32-35); de Israëlieten in aanbidding voor het gouden kalf (Exodus 32-35)
- f15v. De boom van Jesse
- f16r. De Annunciatie (Lucas 1:28-35); de Visitatie (Lucas 1:39-56)
- f17v. De geboorte van Christus (Lucas 2:7); de boodschap aan de herders (Lucas 2:8-14)
- f18r. De aanbidding der wijzen (Mattheus 2:11); de presentatie in de tempel (Lucas 2:22-28)
- f19v. De vlucht naar Egypte (Mattheus 2:14); de moord op de onnozele kinderen (Mattheus 2:16-18)
- f20r. Het doopsel van Christus (Mattheus 3:13-17; Marcus 1:9-11; Lucas 3:22); de bekoring van Christus (Mattheus 4:3-12; Lucas 4:3-12)
- f21v. De opstanding van Lazarus (Johannes 11:1-54); de intocht in Jeruzalem (Lucas 19:35-36; Johannes 12:13)
- f22r. De voetwassing (Johannes 13:4-9); Het laatste avondmaal (Johannes 13:21-27)
- f23v. De gevangenneming van Christus (Mattheus 26:47-52; Marcus 14:43-48); Lucas(22:47-52; Johannes 18:1-10); de geseling van Christus (Lucas 23:16; Johannes 19:1)
- f24r. Christus aan het kruis tussen Maria en Johannes; de kruisafname (Mattheus 27:57-59; Marcus 15:43-46; Lucas 23:50-53); de 'Nieuwe Wet' gesymboliseerd door een koningin met een kruisstaf, de 'Oude Wet' gesymboliseerd door een koningin met een gebroken speer en de vallende stenen tafelen.
- f25v. De vrouwen aan het graf van Christus (Mattheus 28:1-7; Marcus 16:1-7; Lucas 24:1-10); de nederdaling ter helle (Apocrief evangelie van Nicodemus)
- f26r Het 'noli me tangere' of de verschijning van Christus aan Maria Magdalena (Johannes 20:17);  de ongelovige Thomas (Marcus 16:14; Lucas 24:33-43; Johannes 20:24-28)
- f27v. De hemelvaart van Christus (Marcus 16:19; Lucas 24:50; Handelingen 1:9-11); Pinksteren (Handelingen 2:1-3)
- f28r. Christus in majesteit
- f29v. De kroning van Maria; de graflegging van Maria

### Psalter
Het psalter is van het Gallicaanse type. De psalmen volgen elkaar op in numerieke orde, het is dus een Psalterium non feriatum, niet gerangschikt naar het dagelijks gebruik in het getijdengebed en bijgevolg geen psalter dat bij het koorgebed werd gebruikt. De psalmen werden zowel in de kloosters als door de seculiere geestelijkheid wekelijks gereciteerd. Benedictus verdeelde de psalmen in groepen die dagelijks moesten gebeden worden, de zogenaamde monastieke indeling. De seculiere geestelijkheid hanteerde een andere indeling de zogenaamde achtvoudige verdeling, naar de zeven beginpsalmen voor de metten van zondag tot zaterdag (1, 26, 38, 52, 68, 80 en 97) en de beginpsalm bij de vespers op zondag (psalm 109). In Duitsland, Vlaanderen en Engeland was ook een drievoudige verdeling (1-50, 51-100 en 101-150) gebruikelijk. De combinatie van beide systemen leidde tot een 10-voudige verdeling (1, 26, 38, 51, 52, 68, 80, 97, 101, 109)
Het psalter zelf begint met een volbladminiatuur op f30v. die de eerste woorden van psalm I ('Beatus vir') illustreert. Verder zijn er gehistorieerde initialen bij de psalmen die het psalter indelen volgens de 10-voudige verdeling (1, 26, 38, 51, 52, 68, 80, 97, 101, 109).
- f51v: psalm 26, Dominus illuminatio mea.
- f65r: psalm 38, Dixi custodiam.
- f77r: psalm 51, Quid Gloriaris
- f77v: psalm 52, Dixit insipiens
- f89v: psalm 68, Saluum me fac Deus
- f105v: psalm 80, Exultate Deo
- f120v: psalm 97, Cantate Domino canticum novum
- f122v: psalm 101, Domine exaudi orationem.
- f136v: psalm 109, Dixit Dominus Domino.

### Kantieken en gebeden
Tussen het einde van het psalter en het begin van de kantieken vindt men nog vier volbladminiaturen die betrekking hebben op het einde der tijden en het laatste oordeel.
- f168r: vier medaillons, in de onderste de dood van een verdoemde;
- f169v : twee engelen met een bazuin kondigen het laatste oordeel aan en wekken de doden op; De aartsengel Michaël met de weegschaal van goed en kwaad
- f170r: Christus als de rechter; scheiding van de goeden en de kwaden
- f171v: de goeden in de schoort van Abraham; de hellemond

## Weblinks
- Psalter van Blanche van Castilië op Gallica

Albanus Psalter · Anglo-Catalaans psalter · Arundel psalter · Psalter van Blanche van Castilië · Cathach van Sint-Columba · Dagulf-psalter · Eadwine psalter · Fécamp psalter · Harley psalter · Hunter psalter · Ingeborgpsalter · Kopenhagen psalter · Leidse Psalter van Lodewijk de Heilige · Psalter van Jean de Berry · Psalter van Lodewijk de Duitser · Luttrell psalter · Macclesfield Psalter · Parijse Psalter van Lodewijk de Heilige · Melisende Psalter · Queen Mary Psalter · Tiberius Psalter · Utrechts Psalter · Wachtendonckse Psalmen